# Lliga de Bonaire de futbol
La lliga de Bonaire de futbol, anomenada Divishon Honor - Bonaire o Kampionato, és la màxima competició de Bonaire de futbol. Fins a l'any 2010 els millors clubs de Bonaire es classificaven per al Campionat de les Antilles Neerlandeses de futbol.

## Clubs participants
Alguns dels equips participants al campionat són:
- Atlétiko Flamingo (Nikiboko)
- SV Real Rincon (Rincon)
- SV Estrellas (Nort Saliña Kunuku Bieu)
- SV Juventus (Antriòl)
- SV Uruguay (Antriòl)
- SV Vespo (Rincon)
- SV Vitesse (Antriòl)

## Historial
Font:
- 1960-61:  SV Deportivo (1)
- 1961-62:  SV Estrellas (1)
- 1962-63:  SV Estrellas (2)
- 1963-64:  SV Estrellas (3)
- 1964-65: No es disputà
- 1965-66:  SV Estrellas (4)
- 1966-67: No es disputà
- 1967-68:  SV Vitesse (1)
- 1968-69:  SV Vitesse (2)
- 1969-70:  SV Vitesse (3)
- 1970-71:  SV Vitesse (4)
- 1971-72:  SV Real Rincon (1)
- 1973:  SV Real Rincon (2)
- 1973-74: No es disputà
- 1974-75:  SV Estrellas (5)
- 1976:  SV Juventus (1)
- 1977:  SV Juventus (2)
- 1978:  SV Estrellas (6)
- 1979:  SV Real Rincon (3)
- 1980-81:  SV Vitesse (5)
- 1982: No es disput
- 1983:  SV Uruguay (1)
- 1984:  SV Juventus (3)
- 1984-85:  SV Juventus (4)
- 1986:  SV Real Rincon (4)
- 1987:  SV Juventus (5)
- 1988:  SV Estrellas (7)
- 1989:  SV Juventus (6)
- 1990-91:  SV Vitesse (6)
- 1991-92:  SV Juventus (7)
- 1992-93:  SV Vitesse (7)
- 1993-94:  SV Juventus (8)
- 1994-95:  SV Vespo (1)
- 1996:  Real Rincon (5)
- 1997:  Real Rincon (6)
- 1998-99:  SV Estrellas (8)
- 1999-00:  SV Estrellas (9)
- 2000-01:  SV Estrellas (10) [a]
- 2001-02:  SV Estrellas (11)
- 2002-03:  Real Rincon (7) [a]
- 2003-04:  Real Rincon (8)
- 2004-05:  SV Juventus (9)
- 2005-06:  Real Rincon (9) [a]
- 2006-07:  SV Vespo (2)
- 2007-08:  SV Juventus (10)
- 2009:  SV Juventus (11)
- 2010:  SV Juventus (12)
- 2011: No es disputà
- 2012:  SV Juventus (13)
- 2013:  SV Juventus (14)
- 2014:  Real Rincon (10)
- 2015-16:  Atlétiko Flamingo (1)
- 2016-17:  Real Rincon (11)
- 2017-18:  Real Rincon (12)
- 2018-19:  Real Rincon (13)
- 2019-20: Cancel·lat pel COVID-19
- 2021:  Real Rincon (14)
- 2022:  Real Rincon (15)
- 2023-24:  Real Rincon (16)